# MigratieMuseumMigration
Het MigratieMuseumMigration (afgekort: MMM) is Belgisch museum in de Brusselse gemeente Sint-Jans-Molenbeek. Het in oktober 2019 opgerichte museum is gewijd aan migratie sinds de Tweede Wereldoorlog. In 2022 heeft het museum het Europees Erfgoedlabel gekregen.